# Simaxis
Simaxis är en ort och kommun i provinsen Oristano i regionen Sardinien i Italien. Kommunen hade 2 227 invånare (2017).